# Голубарж, Павел
Павел Голубарж (чеш. Pavel Holubář; 7 июня 1970, Брно) — чешский гребец-байдарочник, выступал за сборную Чехии в 2000-х годах. Участник летних Олимпийских игр в Сиднее, трижды серебряный призёр чемпионатов Европы, победитель многих регат национального и международного значения.

## Биография
Павел Голубарж родился 7 июня 1970 года в городе Брно Южноморавского края.
Первого серьёзного успеха на взрослом международном уровне добился в 2000 году, когда попал в основной состав чешской национальной сборной и побывал на чемпионате Европы в польской Познани, откуда привёз награду серебряного достоинства, выигранную в зачёте двухместных байдарок на дистанции 500 метров — в решающем заезде его обошёл только немецкий экипаж Тима Вискёттера и Рональда Рауэ. Благодаря череде удачных выступлений удостоился права защищать честь страны на летних Олимпийских играх в Сиднее — стартовал здесь в двойках на пятистах метрах вместе с напарником Радеком Зарубой и в четвёрках на тысяче метрах — в обоих случаях сумел дойти лишь до стадии полуфиналов, где финишировал шестым и четвёртым соответственно.
После сиднейской Олимпиады Голубарж остался в основном составе гребной команды Чехии и продолжил принимать участие в крупнейших международных регатах. Так, в 2005 году он выступил на европейском первенстве в Познани, где стал серебряным призёром двухсотметровой программы байдарок-четвёрок. Год спустя на домашнем чемпионате Европы в Рачице повторил это достижение, добавил в послужной список ещё одну серебряную медаль в той же дисциплине. Вскоре по окончании этих соревнований принял решение завершить карьеру профессионального спортсмена, уступив место в сборной молодым чешским гребцам.